# 페이스북 검열
페이스북은 2003년 창립 이래 기존 미디어 채널을 대체하고 있다. 미디어, 특히 페이스북의 검열은 다양한 이유에 기인하는데, 페이스북은 제약을 거의 두지 않고 사람들이 공개적으로 게시하는 것을 보여주는 등 모든 종류의 콘텐츠를 수용하기 때문이다. 수많은 국가들은 소셜 네트워킹 웹사이트 페이스북의 접근을 차단하거나 일시적으로 접근 제한을 두고 있으며 이 국가들에는 중국 대륙, 이란, 시리아, 조선민주주의인민공화국이 있다. 이 웹사이트의 이용은 기타 여러 국가에서 다양한 방법으로 제한되고 있다.
페이스북은 2010년부터 점차 전통적인 미디어 채널을 대체하고 있는 소셜 네트워킹 서비스이다. Facebook은 사이트에 게시된 콘텐츠를 제한적으로 관리하고 있다. 이 사이트는 사용자가 공개적으로 게시한 콘텐츠를 무분별하게 표시하기 때문에 사실상 억압적인 정부를 위협할 수 있다. Facebook은 가짜 뉴스, 혐오 발언, 잘못된 정보를 동시에 유포하여 온라인 플랫폼과 소셜 미디어의 신뢰성을 훼손할 수 있다.
많은 국가에서 Facebook에 대한 액세스를 금지하거나 일시적으로 제한하고 있다.다른 나라에서도 웹사이트 사용이 다양한 방식으로 제한되고 있다. 2024년 기준으로 소셜 네트워킹 사이트에 대한 액세스를 지속적으로 금지하는 유일한 국가는 다음과 같다: 중국, 이란, 북한, 미얀마, 러시아, 투르크메니스탄 그리고 우간다.그러나 대부분의 북한 주민들은 인터넷에 접속할 수 없기 때문에,중국, 러시아, 이란은 양파 서비스를 통해 사이트에 접근할 수 있지만, 페이스북에 대한 접근이 도매 방식으로 적극적으로 제한된 유일한 국가이다.

## 알고리즘 검열
알고리즘 방법에 대한 Facebook의 온라인 검열은 모든 즉각적인 통신 감시와 오류 및 편향 가능성이 있는 머신 러닝 시스템 사용 등의 우려를 불러일으킨다. 페이스북의 CEO이자 대주주인 마크 저커버그는 검열에 관한 메모를 발표했다. 그는 "사람들이 표현할 수 있는 한계는 무엇이어야 하는가?"라고 물었다. "어떤 콘텐츠를 배포하고 어떤 콘텐츠를 차단해야 하는가? 이러한 정책을 누가 결정하고 집행 결정을 내려야 하는가?"

## 국가별 검열

Map showing the countries that are either currently blocking or have blocked Facebook in the past
Currently blocked
Formerly blocked
Not blocked

### 오스트리아
L프랑스와 독일과 마찬가지로 오스트리아에도 홀로코스트 부인을 금지하는 법률이 있다. 이로 인해 2013년에는 78개의 페이스북 게시물이 금지되었다.

### 방글라데시
방글라데시(이란, 중국, 북한 등)는 이전에 페이스북을 금지한 적이 있다. 그 금지 조치는 정확히 2015년 11월부터 12월까지 약 한 달 동안 운영되었다. 아와미 연맹이 이끄는 방글라데시 정부는 페이스북과 기타 소셜 네트워크 웹사이트에 대한 전국적인 금지를 발표했다. 셰이크 하시나 총리(2009년부터 재임)는 방글라데시 정보기관의 도움을 받아 인터넷 모니터링 위원회 설립을 제안했다. 방글라데시의 우파 정당과 단체들은 제안 당시 "불경하다"고 생각했던 블로거들과 다른 이들에 대해 항의했다. 방글라데시의 극단주의자들은 2013년 2월에 치명적인 칼에 찔린 무신론자 블로거 아메드 라지브 하이더를 포함해 8명의 세속주의자를 살해했다. 국가의 전범 재판에 대한 전국적인 폭동으로 인해 2013년 1월 19일부터 3월 2일까지 56명이 사망했다.
2015년 11월 18일, 같은 아와미 연맹 정부는 방글라데시 자마트-e-이슬람 지도자 알리 아흐산 무하마드 무자히드와 방글라데시 국민당 지도자 살라우딘 카데르 초우두리의 최종 판결 전날에 다시 페이스북을 금지했다. 정치인들과 전직 장관들은 전범 재판소에서 사형 선고를 받았으며, 방글라데시 대법원의 심사위원회는 마침내 이전 판결에 유리한 판결을 내렸다.
방글라데시 정부는 2015년 12월 20일에 금지 조치를 해제했다.

### 중국
중국에서는 2009년 7월 우루무치 폭동 이후 동투르키스탄 독립운동 시위대가 페이스북을 통신망의 일부로 사용하여 도시 전역에서 공격을 조직하고 있었기 때문에 페이스북이 차단되었다. 페이스북은 시위대의 신원과 정보를 중국 정부에 공개하는 것을 거부했다. 일부 중국 사용자들은 2013년 구글 차이나의 문제 이후 페이스북이 중국에서 성공하지 못할 것이라고 믿었다. 렌렌(구 샤오네이)은 페이스북과 유사한 기능을 많이 보유하고 있으며, 콘텐츠 필터링에 관한 중국 정부 규정을 준수하고 있다.
2013년 8월 20일 기준으로, 중국에서 페이스북이 부분적으로 차단 해제되었다는 보고가 있었다. 그러나 "중국에서 차단됨" 웹사이트에 따르면, 2019년 12월 7일 현재 페이스북은 여전히 차단되어 있다. 다른 시스템으로 운영되는 특별 행정 구역인 홍콩과 마카오에서는 페이스북이 차단되지 않았다. 페이스북은 현재 중국을 대상으로 제3자가 페이스북을 규제하고 주변의 인기 스토리를 통제할 수 있는 검열 프로젝트를 진행 중이다. 이는 페이스북이 중국으로 다시 진출하려는 엄청난 시도가 될 것이다.
2020년 7월 6일, 페이스북은 중국 정부가 새로 부과한 홍콩 국가보안법을 평가하면서 홍콩 사용자 데이터 요청 검토를 중단한다고 발표했다.

### 이집트
2011 이집트 혁명 당시 이집트에서는 며칠 동안 페이스북이 차단되었다.

### 프랑스
오스트리아, 독일과 마찬가지로 프랑스에도 홀로코스트 부인을 금지하는 법률이 있다. 이로 인해 2013년에는 80개의 페이스북 게시물이 차단되었다.

### 독일
2011년 7월, 독일 당국은 페이스북에서 조직된 행사의 금지에 대해 논의하기 시작했다. 이는 원래 초대받지 못한 사람들이 과밀로 인해 발생한 수많은 사례에서 비롯된 것이었다. 한 사례에서는 함부르크의 한 소녀가 실수로 행사 초대장을 공개적으로 게시한 16세 생일 파티에 1,600명의 '손님'이 참석했다. 과밀 신고 이후 100명 이상의 경찰이 군중 통제를 위해 배치되었다. 경찰관 한 명이 부상을 입었고 11명의 참가자가 폭행, 재산 피해, 당국에 대한 저항으로 체포되었다. 또 다른 예상치 못한 혼잡한 사건으로 41명의 젊은이들이 체포되고 최소 16명이 부상을 입었다.
2016년, 페이스북은 독일이 자국민으로부터 84개의 게시물을 차단했다고 밝혔다. 이 게시물에는 홀로코스트 부정이라는 주제가 포함되어 있었는데, 이는 독일에서 불법이다.
2015년, 많은 이민자들이 불법 입국하면서 유럽 이민자 위기가 발생했을 때, 대규모 이민 문제와 정부 정치에 대한 광범위한 논의가 소셜 미디어에서 이루어졌다. 2016년 초, "아르바토"라는 베르텔스만 회사는 페이스북에서 댓글과 콘텐츠를 삭제하도록 의무화되었다. 2016년 여름, 독일 14개 주 경찰은 나치 정권을 찬양하거나 난민을 '쓰레기'라고 부르는 개인들의 거주지에 대한 합동 급습을 시작했다. 2018년부터 Facebook을 포함한 독일의 모든 웹사이트가 이러한 불법 콘텐츠를 검열하도록 의무화하는 법인 NetzDG가 시행되었다.페이스북 대변인은 과잉 차단으로 이어질 수 있다는 이유로 이 법에 반대한다고 발표했다.

### 그리스
2021년 2월, 페이스북은 게시물과 이벤트를 삭제했다, 저명한 언론인과 일반 대중에게 30일간의 출입 금지 조치를 시행했다, 2021년 1월 8일부터 단식 투쟁 중인 63세의 죄수 디시크리스 쿠포다니스와 연대하여 글을 올렸다. 쿠포디나스는 11월 17일(17N년) 극좌 혁명 조직의 일원으로 유죄 판결을 받은 후 종신형을 선고받고 복역 중이며, 그 기간 동안 11건의 살인을 저질렀다. 그는 몇 달 동안 새로운 억압적인 법에 반대하는 장기 단식 투쟁을 벌이며 코리달로스 감옥으로 돌려보낼 것을 요구해 왔다.

### 인도
페이스북은 정부가 자국민의 콘텐츠를 검열할 수 있는 빈도를 처음으로 공유했을 때, 2013년 마지막 6개월 동안 인도가 자국 내 4,765개의 게시물을 검열했다고 밝혔습니다. 페이스북은 인도 정부의 불법 콘텐츠 주장에 따라 이러한 게시물을 삭제했습니다.
인도는 2017년 바바 람 라힘 싱의 유죄 판결 이후 펀자브, 하리아나, 찬디가르에서 발생한 폭동 동안 페이스북과 기타 소셜 미디어 사이트에 대해 3일간 금지 조치를 취했습니다. 2014년 페이스북의 검열은 6개월 만에 19% 증가했으며, 2014년에는 인도가 콘텐츠 삭제 목록에서 1위를 차지했습니다.

### 인도네시아
인도네시아 시민들은 페이스북 콘텐츠에 대한 검열에 익숙하다. 2019년, 정부(정보부)는 루스디안타라를 통해 소셜 네트워크를 금지하겠다고 위협했다. 합의가 이루어진 직후, 검열에 대해 처음으로 알려진 대중은 정부에 의해 폭동으로 시위를 벌였고, 아마도 이것이 소셜 미디어를 사용한 시위에서 사용된 최초의 음모 왜곡일지도 모른다.
2020년에 Facebook은 "FPI"에 관한 게시물을 검열했습니다. 2020년 12월, 경찰에 의해 부착된 것으로 추정되는 FPI 관련 민간인 6명이 사망하는 사건이 발생했다. 경찰이 저항에 대해 보도자료를 발표하자마자 대중은 이를 자위 절차로 의심했다. 독립 분석가는 소셜 미디어 게시물 상호작용에서 경찰의 사실 진술에 대한 대중의 의구심을 보여주었다. NGO는 인권 침해와 추가적인 사법적 살인 문제를 감시하기 위해 정부가 독립적인 조사를 구성할 것을 촉구했다.

### 이란
2009년 이란 대통령 선거이후, 페이스북은 반대 운동이 웹사이트에서 조직되고 있다는 우려로 인해 금지되었다.  그러나 페이스북 웹사이트가 차단된 지 4년이 지난 후, 2013년 9월 기준으로 트위터와 페이스북의 차단이 예고 없이 해제된 것으로 여겨졌다.
이란 사람들은 다음 날 페이스북과 트위터에 무제한으로 접속할 수 없게 되어, 많은 사람들이 이 개설이 의도적인 것인지 아니면 기술적 결함의 결과인지 궁금해하고 있다.

### 이스라엘
2016년 9월, 이스라엘 내각은 페이스북과 폭력을 선동하는 것으로 간주되는 콘텐츠를 삭제하기로 합의했다고 밝혔다. 이 발표는 페이스북 고위 관리들이 이스라엘 정부와 만나 어떤 페이스북 계정이 폭력을 선동한다는 이유로 삭제되어야 하는지 결정한 후 이루어졌다.
이스라엘의 정책을 비판하는 사람들은 이러한 움직임이 노골적인 팔레스타인 활동가와 기자들을 침묵시키기 위한 수단으로 사용되고 있다고 주장하며 이에 만족하지 않는다. 활동가들은 이스라엘이 점령을 비판하기 위한 자료를 게시할 때 이를 폭력을 조장하는 것으로 보고 있다고 주장한다. 일부 사람들은 이스라엘 정부와 페이스북이 페이스북 콘텐츠를 모니터링하기 위한 "비공식적인 합의"를 가지고 있다고 믿는다. 워싱턴 DC 주재 이스라엘 대사관의 비서실장이자 벤자민 네타냐후 총리의 전 고문이었던 조다나 커틀러는 페이스북의 이스라엘 정책 책임자이다. 그녀는 페이스북이 단지 제안을 따르고 있을 뿐이라고 주장했다. 커틀러는 "우리는 정부로부터 요청을 받았지만 이에 전념하고 있지는 않습니다."라고 말했다.

### 나우루
2015년, 나우루는 아동 포르노와 같은 '학대 콘텐츠'를 위해 설치된 사이트를 영구적으로 차단하고 페이스북과 같은 일부 사이트를 일시적으로 차단했다. 금지에 대한 논란에도 불구하고, 바론 와카 대통령은 이를 옹호했다. 2018년에 나우루에서 페이스북 사용 금지가 해제되었다.

### 조선민주주의인민공화국
AP 통신에 따르면 2016년 4월, 조선민주주의인민공화국은 "온라인 정보 확산에 대한 우려를 강조하는 조치"라며 페이스북 차단을 시작했다. 조선민주주의인민공화국 정부의 특별 허가 없이 페이스북에 접근하려 하는 사람은 처벌을 받게 된다.

### 모리셔스
모리셔스 정보통신기술청(ICTA)은 2007년 11월 8일 총리의 가짜 프로필 페이지를 이유로 해당 국가의 인터넷 서비스 제공업체에 Facebook 사용을 즉시 금지할 것을 명령했다. 다음 날 페이스북에 대한 액세스가 복구되었다.

### 모로코
2008년 2월 5일, 모로코 시민인 푸아드 모르타다는 모로코의 물레이 라치드 왕자의 가짜 페이스북 프로필을 만든 혐의로 43일 동안 체포되었다.

### 미얀마
2021년 2월 4일, 2021년 미얀마 쿠데타 이후 미얀마의 여러 인터넷 제공업체에서 페이스북, 왓츠앱, 인스타그램에 대한 접근이 제한되었습니다. 페이스북이 현지 법률과 정부를 따르지 않고 도전하는 일반적인 시도는 현재의 검열 차단으로 이어졌다. 검열은 영원히 유지되어 현지 법률을 준수하는 유사한 소셜 미디어로 대체될 수 있다.

### 파키스탄
2010년 5월 19일, 라호르 고등 법원은 페이스북을 차단하라는 명령을 내렸다. 페이스북은 경쟁 페이지에서 사용자들이 무함마드의 그림을 게시하도록 권장한 후 2010년 5월 31일까지 차단되었다. 논란의 여지가 있는 "모하마드를 그리다"라는 페이지는 미국의 만화가 몰리 노리스가 미국 텔레비전 채널인 코미디 센트럴이 무함마드 묘사에 관한 인기 프로그램 사우스 파크의 에피소드를 취소하기로 결정한 것에 대한 항의의 표시로 페이스북 사용자에 의해 만들어졌다. 그러나 노리스는 5월 20일을 "무함마드의 날을 그리라"고 선언한 것을 부인하고 이를 규탄하며 사과문을 발표했다. 파키스탄 통신 당국이 시행한 이 금지 조치로 인해 유튜브에 대한 접근이 금지되고 위키백과를 포함한 다른 웹사이트에 대한 접근이 제한되었다.
2017년 11월 25일, 넷블록스인터넷 차단 관측소와 디지털 권리 재단은 폭력적인 테릭-e-라바이크 시위에 대응하기 위해 정부가 부과한 다른 소셜 미디어 서비스와 함께 페이스북을 전국적으로 차단한 증거를 수집했다. 기술 조사 결과, 모든 주요 파키스탄 유선 및 이동 통신 서비스 제공업체가 제한 조치의 영향을 받았으며, 다음 날 법무부 장관 자히드 하미드의 사임 이후 시위가 완화되면서 PTA에 의해 해제되었다.트위터, 유튜브, 데일리모션 등 다른 웹사이트도 PTA의 명령에 따라 차단된 것으로 알려졌다.

### 파푸아뉴기니
2018년 5월부터 6월까지 페이스북은 사용자들이 잘못된 정보와 음란물을 게시하는 바람에 한 달 동안 사용이 금지되었다.

### 러시아
2014년, 러시아는 러시아 야당인 알렉세이 A. 나발니를 지지하는 모든 페이스북 링크를 차단할 것을 요구했다. 페이스북 사용자들은 알렉세이를 지지하는 어떠한 시위도 차단당했다. 여기에는 약 천만 명의 페이스북 사용자가 포함되었다.
러시아의 우크라이나 침공으로 러시아 국영 미디어는 페이스북 플랫폼에서 콘텐츠 수익 창출이 금지되었다. 따라서 러시아는 페이스북과 트위터에 대한 액세스 제한을 부과하기로 결정했다.
2022년 2월 27일, 러시아는 우크라이나 침공 당시 플랫폼의 콘텐츠 전달 네트워크에 대한 접근을 제한하여 페이스북에 대한 접근을 제한하기 시작했다. 2022년 3월 4일, 인터넷 권리 모니터인 넷블록스는 페이스북의 제한이 "거의 완전해졌다"고 보도했다. 규제 기관 Roskomnadzor는 러시아 정부의 입장과 일치하지 않는 페이스북과 트위터의 정보를 축소하기 위해 제한 조치를 취했다고 발표했다.

### 솔로몬 제도
2020년 11월, 솔로몬 제도 내각은 인터넷 사용 및 사이버 범죄에 관한 국가 법률의 부족에 대응하여 국가 내 페이스북 접근을 차단할 계획을 세웠다. 이를 막기 위한 법안 발의는 마나세 소가바레 총리와 통신 및 민간 항공부 장관인 피터 아고바카에 의해 시작되었다.2021년 1월, 제안된 금지 조치는 진행되지 않았다.

### 스리랑카
2018년 3월, 소셜 미디어 네트워크를 통해 스리랑카전역에서 인종 혐오 발언이 소문나면서 극단주의 단체들에 의해 많은 폭동이 발생하여 페이스북이 3일 동안 차단되었다. 그러나 이 결정은 영구적이지 않았다.
2019년 4월 21일, 소셜 미디어를 통해 전국으로 확산되는 부활절 일요일 폭탄 테러에 대한 허위 정보를 방지하기 위해 2019년 4월 30일까지 스리랑카에서 다른 소셜 미디어 사이트와 함께 페이스북이 차단되었다.
2019년 5월 5일, 스리랑카 정부는 부활절 일요일 폭탄 테러가 발생한 수도 북쪽 네곰보에서 민간인 그룹 간 폭력이 발생하자 소문 확산을 막기 위해 소셜 미디어 플랫폼에 대한 금지 조치를 다시 시행했다. 금지 조치는 2019년 5월 6일에 해제되었다.
2019년 5월 13일, 스리랑카 정부는 페이스북을 포함한 소셜 미디어를 일시적으로 금지했다. 이 조치는 소셜 미디어에서 시행된 허위 선전과 여러 지역에서 발생한 불안 때문에 취해졌다. 금지 조치는 2019년 5월 17일에 해제되었다.

### 수단
2018년 12월, 수단의 정부는 반정부 시위대가 오마르 알바시르 대통령에 반대하는 시위를 조직하는 데 사용하고 있던 페이스북과 다른 소셜 미디어 사이트를 차단했다. 68일 후, 공공 시위를 금지하는 긴급 조치가 도입된 후 제한이 해제되었다.

### 시리아
2007년 11월, 시리아 정부는 시리아에서 페이스북에 대한 접근을 차단했다. 정부는 이 웹사이트가 당국에 대한 공격을 조장했다고 주장했다. 정부는 또한 이스라엘이 페이스북에서 시리아 소셜 네트워크에 침투하는 것을 우려했다.페이스북은 시리아 시민들에 의해 시리아 정부를 비판하는 데 사용되기도 했다. 시리아 정부에 대한 대중의 비판은 과거에는 징역형으로 처벌받곤 했기 때문이다. 2011년 2월, Facebook은 모든 ISP의 차단을 해제했으며 웹사이트에 계속 액세스할 수 있다.

### 타지키스탄
2012년 11월, 타지키스탄은 온라인에 게시된 댓글에 대응하여 일시적으로 페이스북 접속을 차단하여 에모말리 라몬 대통령과 다른 여러 관리들에 대한 "진흙탕과 비방"을 퍼뜨렸다.

### 태국
2017년, 태국은 Facebook에 태국 기준으로 불법으로 간주되는 게시물 309개를 삭제해 달라고 요청했다. 그러나 Facebook은 해당 항목 중 178개만 삭제하고 131개는 여전히 Facebook에 남아 있다. 태국 당국은 나머지 131개 게시물에서 불법 콘텐츠를 발견하면 법적 조치를 취하는 대신 모든 1,480만 명의 사용자를 Facebook에서 금지하겠다고 밝혔다. 결국 모든 게시물이 Facebook에서 삭제되어 태국에서 Facebook의 폐쇄가 막혔다.
2020년 8월 24일, 태국 정부의 압력으로 페이스북은 파빈 차차발퐁푼이 만든 사설 군주제 토론 그룹인 "왕당파 마켓플레이스"의 태국 내 접속을 차단했다. 이에 따라 파빈은 즉시 새로운 그룹을 만들어 하루 만에 50만 명 이상의 회원을 확보했다. 페이스북 대변인은 "이와 같은 요청은 심각하고 국제 인권법에 위배되며 사람들의 표현 능력에 소름 끼치는 영향을 미칩니다. 우리는 모든 인터넷 사용자의 권리를 보호하고 방어하기 위해 노력하고 있으며 이 요청에 법적으로 이의를 제기할 준비를 하고 있습니다."라고 말했다

### 튀니지
페이스북은 2011년 '아랍의 봄'의 정치적 봉기의 주요 부분이었다.

### 튀르기예
2015년 4월 6일, 메흐메트 셀림 키라즈가 두 명의 테러리스트에게 총구를 겨누고 있는 사진이 소셜 미디어에 유포되기 시작한 후, 터키 정부는 페이스북, 트위터, 유튜브 및 기타 166개 웹사이트를 몇 시간 동안 금지했다. 터키 정부는 "반정부 선전"을 용납하지 않으며, 그들의 법은 점점 더 엄격해지고 있다. 2015년 국경 없는 기자들의 언론 자유 지수에서 튀르키예는 180개국 중 149위를 차지했다. 페이스북은 2020년 2월 27일 23시 30분에 여러 소셜 미디어 사이트와 함께 차단되었다. 이들립의 군사 위기가 심화된 날이었다.

### 투르크메니스탄
투르크메니스탄은 2018년에 페이스북을 금지했다.

### 우간다
2021년 선거 이후로 우간다에서는 페이스북이 차단되었다. 우간다 정부는 이 소셜 미디어 대기업이 작년 총선에서 가짜로 의심되는 국민저항운동 지지자들의 계정 수백 개를 삭제한 후 페이스북을 차단했다. 처음에는 정부가 총선 전에 소셜 미디어와 인터넷을 완전히 차단했다. 이후 얼마 지나지 않아 국가와 일부 소셜 미디어 앱에서 인터넷이 복구되었다. 하지만 페이스북은 여전히 차단된 상태였다.
오폰도는 "트위터, 인스타그램, 왓츠앱 등 소셜 미디어의 요소를 공개한 것은 페이스북만큼 치명적이지 않다고 생각하기 때문입니다."라고 말했다. "따라서 앞으로 출시된 다른 소셜 미디어 플랫폼에 대한 소셜 미디어의 자세를 살펴볼 것입니다. 이는 곧 페이스북이 얼마나 빨리 복구될지 알려줄 것입니다."
현재까지 페이스북이 정부의 요청을 따르지 않았다는 마지막 연설이 있었기 때문에 정부가 페이스북을 복원할지 여부는 불분명하다.

### 영국
2011년 4월 28일, 영국에서는 윌리엄 왕자와 캐서린 미들턴의 결혼식 전날, 정치 활동에 대한 전국적인 단속의 일환으로 여러 정치적 동기를 가진 페이스북 그룹과 페이지가 웹사이트에서 삭제되거나 중단되었다. 이 그룹과 페이지는 주로 정부 지출 삭감에 대한 반대에 관한 것이었으며, 많은 페이지가 2010년 영국 학생 시위의 연장선상에서 시위를 조직하는 데 사용되었다. 페이지 검열은 알려진 활동가들에 대한 일련의 선제적 체포와 동시에 이루어졌다. 체포된 사람들 중에는 공산주의자와 사회주의자, 그리고 군주제에 반대하는 가짜 참수 공연을 계획하는 거리극 단체의 몇몇 멤버들이 있었다.
페이스북 대변인은 이 페이지들이 가짜 개인 프로필로 만들어졌기 때문에 정기적인 삭제의 일환으로 비활성화되었으며, 이는 회사의 서비스 기간을 위반한 것이라고 말했다. 이 경우 페이스북의 개인 프로필 페이지 중 상당수가 실제 인물이 아닌 원인을 나타냈다. 페이스북은 "회사, 그룹 또는 원인을 대표하도록 설계된 페이지로 프로필을 변환하는 데 도움을 주겠다고 제안했다." 대변인은 이어서 "교통경찰은 페이스북에 이 콘텐츠를 삭제해 달라고 요청하지 않았다"고 말했다
2018년 3월, 극우 성향의 영국 제일주의가 페이스북에 의해 삭제되었다. 당 지도자들의 페이지도 체포와 수감 이후 삭제되었다.

### 베트남
2016년 5월, 반체제 인사들의 항의로 인해 베트남에서 페이스북이 2주 동안 차단되었다.
베트남 페이스북 사용자 수는 총 약 5,200만 명에 달하며 일상적인 사용에 중요한 도구이다. 그러나 베트남에서 검열 남용을 초래하는 사람들에 대해서는 정부가 책임을 지지 않는다. 2018년, 정부는 온라인에서 "잘못된 견해"가 포함된 게시물을 차단하기 위해 대규모 군대를 창설했다. 정부를 달래기 위해 페이스북은 2017년 공산당에 대한 연설을 위해 160개의 '독성' 계정을 삭제했다.

## 국가별 검열

### 북한
2016년 4월 북한, 페이스북 차단 시작, "온라인 정보의 확산에 대한 우려를 강조하는 움직임," AP 통신에 따르면. 북한 정부의 특별 허가를 받아 접근을 시도하는 사람은 누구나 처벌을 받는다.

## 국가별 금지 또는 이전 금지
| 나라           | 금지 시작  | 금지종료   | 메모들 |
| -------------- | ---------- | ---------- | --- |
| 방글라데시     | 2015       | 2015       | 한 달 이틀 동안 금지되었다. |
| 중국           | 2009       |            | 홍콩과 마카오에서는 차단되지 않았지만 여전히 금지되어 있다. |
| 인도           | 2017       | 2017       | 3일 동안 금지되었다. |
| 이란           | 2009, 2013 | 2013       | 2009년 이란 대통령 선거로 인해 처음에는 금지되었다. |
| 모리셔스       | 2007       | 2007       | 하루 동안 금지되었다. |
| 미얀마         | 2021       |            | 2021년 미얀마 쿠데타로 인해 금지되었다. 여전히 금지되어 있다. |
| 나우루         | 2015       | 2018       | [ 114 ] |
| 북한           | 2016       |            | 페이스북 시청은 2016년부터 북한에서 범죄로 간주되어 왔으며 처벌 대상이 되고 있다. 여전히 금지되어 있다.                                                                                    |
| 파키스탄       | 2010, 2017 | 2010, 2017 | 2010년에 12일 동안 금지되었다. 2017년에 하루 동안 금지되었다. |
| 파푸아뉴기니   | 2018       | 2018       | 사용자가 잘못된 정보와 포르노를 게시하여 한 달 동안 금지되었다. |
| 러시아         | 2022       |            | 러시아 우크라이나 전쟁으로 인해 금지되었다. 여전히 금지되어 있다. |
| 스리랑카       | 2018, 2019 | 2018, 2019 | 페이스북은 스리랑카에서 네 번 금지되었다. 첫 번째 금지 조치는 2018년에 3일 동안 시행되었다, 2018년에 두 번째로 아홉 날 동안, 2019년 하루 동안 세 번째 그리고 2019년에 네 번째로 나흘 동안. |
| 시리아         | 2008       | 2011       | [ 124 ] |
| 타지키스탄     | 2012       | 2012       | [ 125 ] |
| 타이           | 2023       | 2023       | 법원 명령에 의한 투자 사기 광고로 인해 한 달 동안 금지되었다. |
| 터키           | 2020       | 2020       | [ 126 ] |
| 투르크메니스탄 | 2018       |            | 투르크메니스탄은 모든 외부 소셜 미디어 플랫폼을 차단한다. 여전히 금지되어 있다. |
| 우간다         | 2021       |            | 2021년 우간다 총선으로 인해 금지되었다. 여전히 금지되어 있다. |
| 베트남         | 2016       | 2016       | 2주간 금지됨. |

## 같이 보기
- 트위터 검열
- 위키백과의 검열
- 유튜브 검열
- 국가별 검열
- 국가별 인터넷 검열
- 페이스북 비판